# Heterocibicides
Heterocibicides es un género de foraminífero bentónico considerado un sinónimo posterior de Montfortella de la subfamilia Cibicidinae, de la familia Cibicididae, de la superfamilia Planorbulinoidea, del suborden Rotaliina y del orden Rotaliida. Su especie tipo es Heterocibicides disjuncta. Su rango cronoestratigráfico abarca el Holoceno.

## Clasificación
Heterocibicides incluye a la siguiente especie:
- Heterocibicides disjuncta

Otra especie considerada en Heterocibicides es:
- Heterocibicides irregularis, de posición genérica incierta